# Наноассемблер
Наноассемблер (нано — 10−9 и англ. assembler — сборщик) — это разрабатываемое устройство наноразмеров, способное собирать из отдельных атомов или молекул сколь угодно сложные конструкции по вводимому в них плану. Термин был введён Эриком Дрекслером и в настоящее время широко используется в фантастике в стиле нанопанк. Первые работы в этом направлении были сделаны ещё в 1986 году, когда компания IBM с помощью туннельного сканирующего микроскопа (размеры которого очень далеки от нанометра) выложила на металлической пластине свой логотип отдельными атомами ксенона.
Наноассемблер является частным случаем не созданной на данный момент нанофабрики — более крупного устройства, предназначенного для сборки объектов из отдельных атомов. По мнению Дрекслера, наноассемблер можно будет запрограммировать как репликатор: устройство, способное производить свои собственные копии. Более простым, чем наноассемблер, устройством может быть фабрикатор, способный создавать наноконструкции под внешним управлением.
Начиная с 2007 года, Британский совет по инженерным и физическим исследованиям финансирует разработки молекулярных ассемблеров, подобных рибосомам. Очевидно, что молекулярные ассемблеры в этом ограниченном понимании точно возможны. Проект технологической дорожной карты, возглавляемый институтом им. Баттелла и расположенный в нескольких национальных лабораториях США, исследовал область технологий производства с атомарной точностью, включая и ближайшие, и отдалённые перспективы разработки программируемого молекулярного производства. Этот отчёт был выпущен в декабре 2007 года.

## Нанофабрики
Нанофабрика — это гипотетическая система, в которой наномашины (молекулярные ассемблеры или роботизированные манипуляторы) могут комбинировать молекулы, чтобы создавать детали с атомарной точностью. Нанофабрика может состоять из частей различных размеров и создавать продукты макроскопических (видимых) размеров с атомарной точностью.
Нанофабрика должна умещаться в небольшое устройство, расположенное на рабочем месте — так её себе представлял Эрик Дрекслер в своей работе «Nanosystems: Molecular Machinery, Manufacturing and Computation» Архивная копия от 8 октября 2019 на Wayback Machine (англ.). В течение последнего десятилетия, множество других авторов предложили свои концепции нанофабрики, они перечислены в Главе 4 (англ.) книги Роберта Фрейтаса и Ральфа Меркле Kinematic Self-Replicating Machines (2004). Сотрудничество по разработке нанофабрики, основанное Фрейтасом и Меркле в 2000 году, объединило усилия 23 исследователей из 10 организаций и 4 стран, которые разработали план, ориентированный, в основном, на разработку нанофабрики из алмазоподобных структур.
Если нанофабрики будут построены, они могут серьёзно нарушить (англ.) работу мировой экономики, хотя, если нанофабрики появятся у всех, то потери будут минимальными. При этом можно ожидать и значительных положительных изменений (англ.). Потенциал таких устройств подробно исследован Британской королевской инженерной академией (англ.); их отчёт (англ.) был опубликован в 2004 году.

## Научная проверка
В 2006-м году Национальная академия наук США выпустила отчёт", в котором исследовалась возможность реального появления молекулярного производства. По итогам рассмотрения технической составляющей книги «Наносистемы» был сделан вывод, что теоретические выводы, сделанные в книге, не могут быть признаны окончательными, и пути достижения описанных систем не могут быть предсказаны с уверенностью. Было рекомендовано проведение дополнительных экспериментальных исследований для улучшения научных знаний в этой области.

## Наноассемблер в фантастике
Наноассемблеры, в частности, довольно подробно были описаны Майклом Крайтоном в произведении «Рой». Главная проблема наноассемблеров заключается в том, что они должны быть гораздо сложнее создаваемых ими конструкций, поэтому при их создании использовались бактерии — к их оболочке прикреплялись микроскопические модули, стимулировавшие их собирать из атомов не других бактерий, а наномашины. Эти бактерии составляли неотъемлемую часть роя наномашин. Сами же наноассемблеры создавались несравнимо более крупными устройствами — гигантскими конструкциями из ветвящихся трубок или шаров, которые собирали части молекул и затем соединяли их вместе, постепенно вылепляя из них готовые устройства.

### Концепции
- Зонд фон Неймана
- Самоорганизация
- Серая слизь
- Репликатор